# Comté d'Austin
Le comté d'Austin, en anglais : Austin County, est un comté de l'État du Texas aux États-Unis.  Fondé le 17 mars 1836, son siège de comté est la ville de Bellville. Situé au sud-est de l'État, le comté a une superficie de 1 700 km2. Lors du recensement des États-Unis de 2020, il comptait une population de 30 167 habitants. Il est baptisé en référence à Stephen Fuller Austin.

## Organisation du comté
La ville de San Felipe de Austin est fondée le 12 février 1828 en tant que municipalité du Mexique. Les limites précises ne sont pas précisées mais la municipalité a juridiction sur le territoire situé entre les fleuves Lavaca et San Jacinto et le sud de la route de San Antonio jusqu'au golfe du Mexique. Le 17 mars 1836, Austin devient un comté de la république du Texas. Après plusieurs réorganisations foncières, il devient, le 29 décembre 1845, un comté de l’État du Texas, nouvellement créé. 
Il est baptisé en référence à Stephen Fuller Austin, surnommé le « père du Texas ». Il explore les terres du Texas et du golfe du Mexique et y organise la colonisation, dès 1821.

## Géographie

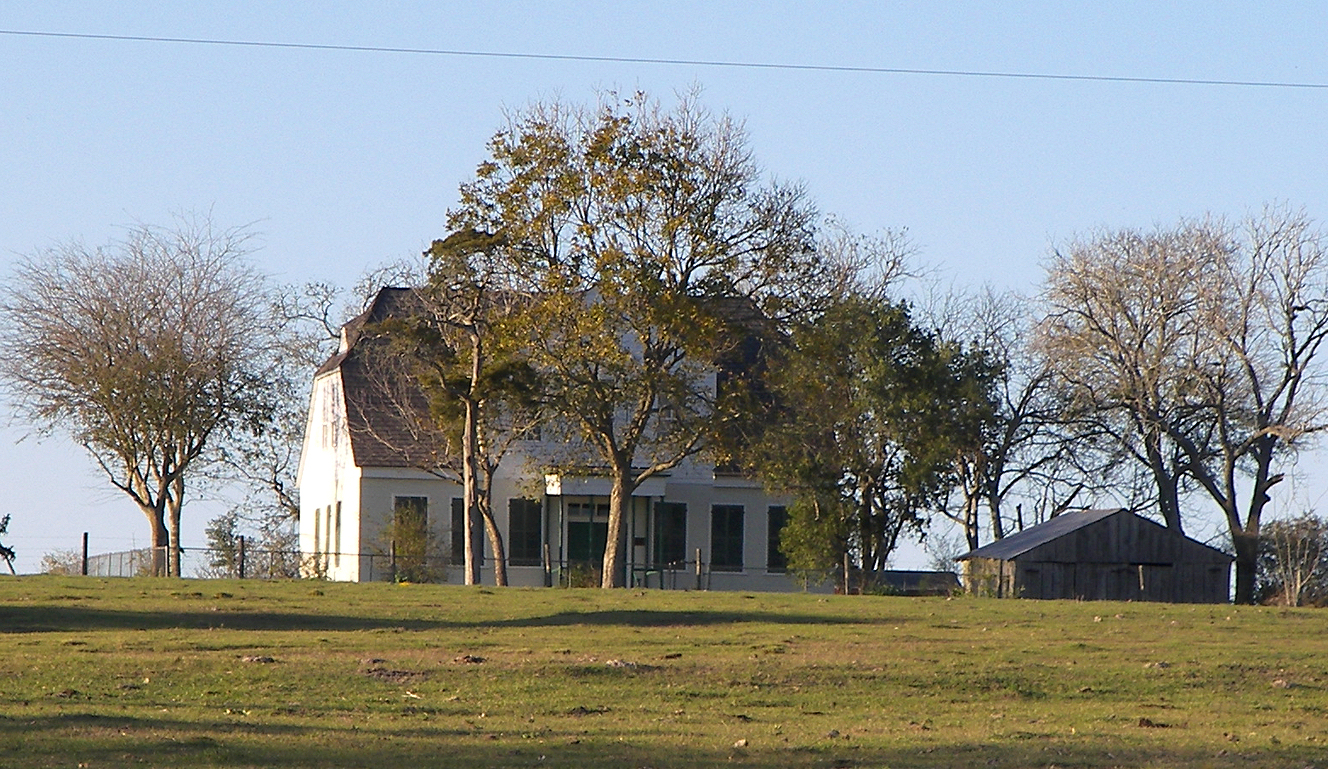
La maison Witte Schmid (monument historique).

Le comté d'Austin est situé au sud-est du Texas, aux États-Unis,. 
Il a une superficie totale de 1 700 km2, composée de 1 674,4 km2 de terres et de 25,57 km2 de zones aquatiques. 
Le terrain varie de collines au nord, à l'ouest et au centre, à des prairies presque plates au sud du comté. L'altitude varie de 140 m, au nord-ouest, à 36,5 m, au sud-est. 
Le comté d'Austin est bordé à l'est par le fleuve Brazos, qui forme la frontière géographique du comté.

## Comtés adjacents
| Comté de Fayette  | Comté de Washington |                    |
| Comté de Colorado | comté d'Austin      | Comté de Waller    |
|                   | Comté de Wharton    | Comté de Fort Bend |

## Démographie

Pyramide des âges du comté d'Austin (2000).

Lors du recensement de 2010, le comté comptait une population de 28 417 habitants. Elle est estimée, en 2017, à 29 786 habitants,.
| Groupes           | Comté d'Austin | Texas | États-Unis |
| ----------------- | -------------- | ----- | ---------- |
| Blancs            | 78,8           | 70,4  | 72,4       |
| Afro-Américains   | 9,4            | 11,9  | 12,6       |
| Autres            | 8,8            | 10,6  | 6,4        |
| Métis             | 2,2            | 2,5   | 2,7        |
| Asiatiques        | 0,4            | 3,8   | 4,8        |
| Amérindiens       | 0,5            | 0,7   | 0,9        |
| Total             | 100            | 100   | 100        |
|                   |                |       |            |
| Latino-Américains | 23,4           | 37,6  | 16,7       |

Selon l'American Community Survey, pour la période 2011-2015, 80,11 % de la population âgée de plus de 5 ans déclare parler anglais à la maison, alors que 18,48 % déclare parler l’espagnol et 1,40 % une autre langue.